# Substituce (matematika)
Substituce je nahrazení složitějších výrazů jednoduššími výrazy. Používá se u složitých výrazů a výpočet je pak jednodušší (snadnější).

## Ukázky řešení příkladu

### Exponenciální rovnice
Řešení exponenciální rovnice pomocí substituce:
1. {\displaystyle 2^{2x}+2^{x}-6=0}
2. Zavedeme substituci {\displaystyle a=2^{x}}:
{\displaystyle a^{2}+a-6=0}
3. Vypočítáme kvadratickou rovnici:
{\displaystyle a_{1,2}={\frac {-b\pm {\sqrt {b^{2}-4ac}}}{2a}}={\frac {-1\pm {\sqrt {1^{2}-4\cdot 1\cdot (-6)}}}{2\cdot 1}}={\frac {-1\pm {\sqrt {25}}}{2}}={\frac {-1\pm 5}{2}}}

{\displaystyle a_{1}={\frac {-1+5}{2}}={\frac {4}{2}}=2}

{\displaystyle a_{2}={\frac {-1-5}{2}}={\frac {-6}{2}}=-3}
4. Nyní si můžeme napsat 2 rovnice:
  1. {\displaystyle 2=2^{x}}
  2. {\displaystyle -3=2^{x}}
5. Vyřešíme obě rovnice:
  1. {\displaystyle 2=2^{x}}
    1. Rovnici budeme řešit pomocí stejného základu (lze to i zlogaritmovat), číslo {\displaystyle 2} se dá napsat jako {\displaystyle 2^{1}}:
{\displaystyle 2^{1}=2^{x}}
    2. {\displaystyle 1=x}
    3. Výsledek je:
{\displaystyle x=1}
Tím je vyřešená jednoduchá exponenciální rovnice pomocí substituce.

  2. {\displaystyle -3=2^{x}}
Rovnici bychom řešili pomocí logaritmu, ale zde to nejde, protože logaritmus záporného nelze řešit (alespoň mimo komplexní čísla, jinak je odpověď {\displaystyle {\frac {i{\pi }+ln(3)}{ln(2)}}}).

### Goniometrická rovnice
Řešení goniometrické rovnice pomocí substituce:
1. {\displaystyle (\sin x)^{2}+2\sin x-3=0}
2. Zavedeme substituci {\displaystyle a=\sin x}, takže dostaneme {\displaystyle a^{2}+2a-3=0}
3. Vypočítáme kvadratickou rovnici:
{\displaystyle a_{1,2}={\frac {-b\pm {\sqrt {b^{2}-4ac}}}{2a}}={\frac {-2\pm {\sqrt {2^{2}-4\cdot 1\cdot (-3)}}}{2\cdot 1}}={\frac {-2\pm {\sqrt {16}}}{2}}={\frac {-2\pm 4}{2}}}

{\displaystyle a_{1}={\frac {-2+4}{2}}={\frac {2}{2}}=1}

{\displaystyle a_{2}={\frac {-2-4}{2}}={\frac {-6}{2}}=-3}
4. Nyní si můžeme napsat 2 rovnice:
  1. {\displaystyle \sin x=1}
  2. {\displaystyle \sin x=-3}
5. Vyřešíme obě rovnice:
  1. {\displaystyle \sin x=1}
{\displaystyle x={\frac {1}{2}}\pi +2k\pi }
  2. {\displaystyle \sin x=-3}
rovnice nemá reálné řešení
Tím je vyřešená goniometrická rovnice pomocí substituce.